# Søndre Sandnes Station
Søndre Sandnes Station (Søndre Sandnes holdeplass) var en jernbanestation på Numedalsbanen, der lå på vestsiden af Norefjorden i Nore og Uvdal kommune i Norge.
Stationen åbnede som trinbræt 1. juli 1929, to år efter at banen blev taget i brug. Trafikken på strækningen mellem Rollag og Rødberg, hvor stationen ligger, blev indstillet 1. januar 1989, hvorved stationen blev nedlagt.